# 2021 JO1 LIVE “OPEN THE DOOR”
『2021 JO1 LIVE "OPEN THE DOOR"』（2021 ジェイオーワン ライブ オープン ザ ドア）は、日本のグローバルボーイズグループ・JO1の映像作品。
JO1 OFFICIAL STORE及びLAPONE ONLINE SHOPにて、2022年3月9日にDVDとBlu-rayで発売された。

## 概要
2021年11月19日-21日に幕張メッセで開催されたJO1の初の有観客ライブ「2021 JO1 “OPEN THE DOOR”」より、最終公演を収録。
2022年5月1日より、Amazon Prime Videoにて独占配信されていた。

## ライブ
テーマは「未知の世界の扉を開き、新しい冒険へ出発する」。
JO1としては初の単独有観客ライブである。
当初は2021年冬にかけて全国ツアーとして開催することを想定されていたが、新型コロナウイルス感染拡大防止の観点から関東地方のみでの実施となった。
5thシングル「WANDERING」から、「僕らの季節」「Prologue」「Never Ending Story」が発売に先駆けて初披露された。
適応障害のため一時的に活動休止していた金城碧海は不参加となったため、金城のパートは曲によって他メンバーが担当している。
3日間5公演で4万5000人を動員し、各日の夜公演はライブストリーミングを同時開催した。
|   | 開催日   | 開演  | 場所                           | 備考                            |
| - | -------- | ----- | ------------------------------ | ------------------------------- |
| 1 | 11月19日 | 18:30 | 幕張メッセ国際展示場9-10ホール | ライブストリーミング配信        |
| 2 | 11月20日 | 13:00 | 幕張メッセ国際展示場9-10ホール |                                 |
| 3 | 11月20日 | 18:30 | 幕張メッセ国際展示場9-10ホール | ライブストリーミング配信        |
| 4 | 11月21日 | 13:00 | 幕張メッセ国際展示場9-10ホール |                                 |
| 5 | 11月21日 | 18:30 | 幕張メッセ国際展示場9-10ホール | ライブストリーミング配信 映像化 |

## 収録内容

### 本編
1. Born To Be Wild
  - 河野の歌い出しとイントロが原曲よりも長めになっている。
  - 金城のパートは川西が担当。
  - MVの公約達成動画として、2022年3月24日に本パフォーマンスがYouTubeで公開された[4]。
2. OH-EH-OH
  - 前曲から続けて披露。
  - 金城のパートは鶴房が担当。
3. GO
  - 金城のパートは與那城が担当。
4. Safety Zone
  - 金城のパートは主に佐藤が担当。
5. Design
  - 金城のパートは鶴房・與那城が担当。
6. Speed of Light
  - 金城のパートは川西・佐藤が担当。
7. Never Ending Story
  - 5thシングル「WANDERING」より先行披露。
  - 金城のパートは與那城が担当。
8. MONSTAR
  - 日替わり曲であり、1日目では「伝えられるなら」、2日目では「Running」が披露された。
  - 金城のパートは川西・河野が担当。
9. ATELIER-Dance Type Beat
  - 「JO1 ATELIER」より、川尻・佐藤・白岩・豆原が披露。
  - 本パフォーマンスでは音源が追加され、川尻のソロダンスを含む新たな振り付けが加わっている。
  - 1日目では河野・與那城が「STAY」、2日目では大平・川西・木全・鶴房が「Get Back」を披露した。
10. Freedom
  - 金城のパートは川西・河野・佐藤が担当。
11. Dreaming Night
  - 金城のパートは河野・佐藤が担当。
12. Blooming Again
  - アウトロがアレンジされている。金城のパートは與那城が担当。
13. ICARUS
  - 金城のパートは河野・佐藤・與那城が担当している。
14. Shine A Light
  - 金城のパートは河野・佐藤・與那城が担当している。
15. Run & Go
  - 金城のパートは川西・河野が担当している。
16. ツカメ～It's Coming～(JO1 ver.)
  - 前曲から続けて披露。
17. 僕らの季節
  - 5thシングル「WANDERING」より先行披露。
  - 金城のパートは河野・豆原が担当している。

### ENCORE
1. Prologue
  - 金城のパートは豆原・與那城が担当している。
  - -JAM’S DOOR EVENT-にて[5]、事前に募集されたJAMからの扉の写真が演出に使用された。
2. REAL
  - 金城のパートは川西・鶴房が担当。